# YG Entertainment
YG Entertainment (Hangul: YG 엔터테인먼트) – południowokoreańska firma rozrywkowa założona w 1996 roku w Seulu, w Korei Południowej. „YG” jest skrótem od Yang-gun (kor. 양군), pseudonimu pierwszego dyrektora wykonawczego i założyciela Yang Hyun-suka. Firma działa jako wytwórnia płytowa, agencja talentów, producent muzyczny, kierownik imprez i koncertów, a także wydawnictwo muzyczne. Ponadto firma obecnie jest również właścicielem szeregu jednostek zależnych, w tym linii odzieży, agencji golfowej i marki kosmetycznej. Jest jedną z trzech najbardziej znanych wytwórni płytowych w przemyśle K-popowym, obok SM Entertainment oraz JYP Entertainment.
Jest byłą wytwórnią grupy hip-hopowej 1TYM, aktualnie zarządza jednymi z największych artystów K-popowych, którzy zdobyli międzynarodową sławę, jak np. Psy, Big Bang i Blackpink, a także aktorami i aktorkami, w tym Kang Dong-won, Choi Ji-woo, Cha Seung-won i Lee Jong-suk. Pod względem udziału w dochodach zespół Big Bang wypada najlepiej; ich projekt z 2015 roku, Made, sprzedano w liczbie 4,2 miliona egzemplarzy w Chinach, a ponad 13,3 miliona egzemplarzy w całej Azji. Oficjalne treści publikowane przez YG i jego artystów na YouTube łącznie zdobyły ponad 7 mld odsłon.
29 października 2017 roku miał premierę stworzony przez YG Entertainment program Mix Nine, emitowany na JTBC.
Po skandalu Burning Sun z Seungrim, oskarżeniach Yang Hyun-suka o korupcję i skandalu narkotykowym z udziałem lidera iKON B.I, Yang Hyun-suk zrezygnował ze wszystkich stanowisk w YG Entertainment, a jego brat Yang Min-suk zrezygnował ze stanowiska dyrektora generalnego.

## Spółki zależne

### Podwytwórnie

#### HIGHGRND
HIGHGRND (czytane jako „high ground”) to niezależna podwytwórnia prowadzona przez Tablo z Epik High. Zapowiedziana w marcu 2015 wytwórnia została powołana przez Yang Hyun-suka jako część YG Entertainment w ramach długoterminowego zamiaru dotarcia do koreańskiej sceny alternatywnej i indie. 21 czerwca 2015 roku Tablo przedstawił zespół Hyukoh przez Instagram jako pierwszego oficjalnego artystę wytwórni.
Jednak 11 kwietnia 2018 roku ukazała się informacja o zamknięciu HIGHGRND spowodowanym rezygnacją Tablo z funkcji CEO w poprzednim roku. W momencie publikacji tego artykułu artyści z tej wytwórni wkrótce ujawnili, że podpisali kontrakt z innymi agencjami.

#### The Black Label
Po udanym założeniu HIGHGRND, 22 września 2015 roku YG Entertainment ogłosiło utworzenie innej niezależnej podwytwórni kierowanej przez producenta Teddy’ego Park oraz Kush ze Stony Skunk. Do wytwórni należy m.in. Zion.T, drugi najbardziej dochodowy artysta koreański z 2015 roku (po Big Bangu) oraz Jeon So-mi, była członkini zespołu I.O.I.

#### PSYG
1 września 2016 roku przedstawiciele YG Entertainment ogłosili, że Psy będzie prowadził niezależną podwytwórnię o nazwie PSYG (będącej kontaminacją słów „PSY” i „YG”). Wytwórnia została zarejestrowana jako firmowa spółka zależna w czerwcu i zaznaczyła kolejny rozdział we współpracy między raperem i jego długoletnim przyjacielem Yang Hyun-sukiem. Gdy Psy opuścił firmę w połowie 2018 roku, PSYG zakończyło swoją działalność.

### YG PLUS
- YG K+ – współpraca pomiędzy firmą a koreańską spółką zarządzającą modelami K-Plus.
- moonshot – marka kosmetyków.
- NONA9ON
- YG Sports
- YG STUDIOPLEX

## Artyści
Wszyscy artyści pod YG Entertainment znani są zbiorczo pod nazwą YG Family.

### Muzycy
| Grupy - SechsKies - BIGBANG - AKMU (Akdong Musician) - WINNER - BLACKPINK - TREASURE - BabyMonster | Podgrupy - GD & TOP - GD X TAEYANG | Soliści - Kang Seung-yoon - Mino |

| Producenci - Teddy Park - Choice37 - Jihyuk Jung (David) - Kang Uk-jin - Perry - AiRPLAY - Lydia Paek - Ham Seung-cheon - Future Bounce - iHwak - Rovin - Millennium (Choi Rae-sung) - Diggy - Liøn | Artyści HIGHGRND - Hyukoh - The Black Skirts - Punchnello - Incredivle - Code Kunst - Millic - OFFONOFF | Artyści The Black Label - Teddy Park - Kush - Zion.T - Okasian - Peejay - R.Tee - Seo Won-jin - Joe Rhee - 24 - Cawlr - Bryan Cha$e - Danny Chung - Julie Han - Jeon So-mi - Taeyang - Rosé - Meovv - ALLDAY PROJECT |

### Aktorzy
- Bae Jung-nam
- Cha Seung-won
- Choi Ji-woo
- Choi Seung-hyun
- Gang Dong-won
- Hwang So-hee
- Jang Hyun-sung
- Jang Ki-yong
- Jung Chan-woo
- Jung Hye-young
- Joo Woo-jae
- Kal So-won
- Kang Dae-sung
- Kang Seung-yoon
- Kansyuji Tamotsu
- Kim Hee-ae
- Kim Jin-woo
- Kwon Hyun-bin
- Kyung Soo-jin
- Lee Ha-eun
- Lee Ho-jung
- Lee Hyun-wook
- Lee Ji-ni
- Lee Soo-hyuk
- Lee Su-hyun
- Lee Sung-kyung
- Nam Joo-hyuk
- Ok Go-woon
- Park Hyeong-seop
- Sandara Park
- Seo Jeong-yeon
- Son Ho-jun
- Wang Ji-won
- Yamato Kohta
- Yoo In-na

### Komicy
- Ahn Young-mi

### Byli artyści
- 1996-1996: Keep Six
- 1998-2005: 1TYM
- 2003-2004: XO
- 2002-2005: Swi.T
- 2003-2006: Wheesung
- 2003-2007: Big Mama
- 2003-2007: Lexy
- 2004-2007: Wanted
- 2005-2007: SoulStaR
- 2005-2008: 45RPM
- 2007-2008: Kim Ji-eun
- 2003–2010: Stony Skunk
- 2003–2011: Digital Masta
- 2003–2015: Se7en
- 2003–2013: Gummy
- Masta Wu (2000–2016)
- WINNER
  - Nam Tae-hyun (2014–2016)
- 2NE1 (2009–2017)
  - Minzy (2009–2016)
  - Park Bom (2009–2016)
  - CL (2009–2019)
- Dara (2009–2021)
- Psy (2010–2018)
- Epik High (2012–2018)
- Artyści HIGHGRND (2015–2018)
- Sechs Kies
  - Kang Sung-hoon (2016–2019)
- Big Bang
  - Seungri (2006–2019)
  - T.O.P (2006–2022)
  - Taeyang (2006–2022)
  - Daesung (2006–2022)
- Yoo Byung-jae (2015–2019)
- iKON (2015–2022)
  - B.I (2015–2019)
  - Jay (2015–2022)
  - Song (2015–2022)
  - Bobby (2015–2022)
  - DK (2015–2022)
  - Ju-ne (2015–2022)
  - Chan (2015–2022)
- Treasure
  - Bang Ye-dam (2020–2022)
  - Mashiho (2020–2022)
- Blackpink[a][16]
  - Jisoo (2016–2023)
  - Jennie (2016–2023)
  - Rosé (2016–2023)
  - Lisa (2016–2023)
- ONE (2015–2019)
- MOBB (2016–2019)
- Lee Hi (2012–2019)
- Hi Suhyun (2014–2019)
- Jinusean (1997–2020)
- Anda (2018–2021)

Byli aktorzy
- Park Han-byul (2002–2004)
- Jung Sung-il (2009–2011)
- Huh E-jae (2009–2011)
- Kang Hye-jung (1998–2013)
- Stephanie Lee (2014–2017)
- Lee Yong-woo (2014–2017)
- Ku Hye-sun (2003–2017)
- Jung Yoo-jin (2016–2018)
- Lee Jong-suk (2016–2018)
- Go Joon-hee (2017–2019)
- Oh Sang-jin (2017–2019)
- Kim Hee-jung (2016–2019)
- Kim Sae-ron (2016–2019)
- Im Ye-jin (2014–2019)